# Radio Veldhoven
Radio Veldhoven is een lokaal radiostation in Veldhoven dat bestaat sinds 1988.
Radio Veldhoven valt officieel onder de SLOV (Stichting Lokale Omroep Veldhoven) en werkt uitsluitend met vrijwilligers. 

## Oprichting en geschiedenis
In 1986 ging de Stichting Lokale Omroep Veldhoven (SLOV) van start, en vanaf 23 december 1986 hebben inwoners van Veldhoven zonder onderbreking informatie gekregen, eerst via Kabelkrant Veldhoven. Later volgden Radio Veldhoven en sinds 1996 is de SLOV ook actief op het internet. Ook is er een tv-zender die lokaal te bekijken is.
Verschillende programmamakers zijn in de loop van de jaren doorgestroomd naar regionale en landelijke omroepen, zoals Niek van der Bruggen, tegenwoordig dj bij Radio Veronica en eerder bij Radio 538 en Qmusic, die bij Radio Veldhoven zijn carrière als radio-dj begon. Ook Elwin van Gestel, dj bij KINK, begon zijn carrière bij Radio Veldhoven. Ook zijn verschillende medewerkers doorgestroomd naar Omroep Brabant.
In 2011 had Radio Veldhoven een samenwerkingsverband met Studio040, Omroep Nuenen en Glow FM in verband met Serieuzzz Live, het Eindhovense vervolg op het Glazen Huis van Serious Request, dat in 2010 in Eindhoven stond. Dj's van Radio Veldhoven werkten mee met de dj's van de andere drie omroepen in het Glazen Huis, dat zes dagen op de Markt in Eindhoven stond.
Bekende programma’s op Radio Veldhoven zijn Express, Dingen op Donderdag, D’r uit met Jeroen, Flashback, Great United en Mmm op de Koffie met Theo.

## Frequenties
Radio Veldhoven is zowel in de ether als op de kabel te ontvangen. In de ether via 107.7 FM. Bij Ziggo is de zender te ontvangen in het digitale pakket in de regio Eindhoven, en op het digitale kanaal 966 van KPN. In de ether strekt het ontvangstgebied zich uit tot de regio Groot-Eindhoven en de Kempen. Op internet is wereldwijde ontvangst mogelijk via de website.